# 220
Năm 230 là một năm trong lịch Julius. 

## Sự kiện
- Năm 220 được xem là năm bắt đầu thời kì Tam Quốc trong Lịch sử Trung Quốc.

## Mất
- Hạ Hầu Đôn, là công thần khai quốc nhà Tào Ngụy thời Tam Quốc.
- Trình Dục, là một quân sư của Tào Tháo trong thời kỳ Tam Quốc.
- Tào Tháo, vua nước Tào Nguỵ.
- Quan Vũ, là một vị tướng nổi tiếng cuối thời kỳ nhà Đông Hán và thời kỳ Tam Quốc.
- Lã Mông Đại Đô đốc của Đông Ngô, thời kỳ Tam Quốc.